# Off the record
La expresión off the record o a micrófono cerrado hace referencia en periodismo a información que se ha obtenido de fuentes confidenciales o extraoficialmente con atribución de reserva total. Los informantes sujetos a este principio periodístico desean permanecer en el anonimato, que dan a conocer información que no debe ser publicada en un medio periodístico, y sirven para acercar al periodista a otra información. Es un aporte de datos más para el bagaje de información del periodista.
El ejercicio del periodismo se basa en un contrato tácito entre el periodista, su medio, los lectores y las fuentes. En la relación entre el periodista y su fuente es necesario a veces recurrir al micrófono cerrado. Pero este siempre debe ser explícitamente acordado y respetado.

El periodista que se haya comprometido a mantener en forma confidencial (“off the record”) hechos, informaciones u opiniones, no debe darlos a conocer ni pública ni privadamente. Esto implica que tampoco podrá compartirlos con persona alguna que pudiera divulgarlos
Miguel Gónzalez Pino, La ética periodística en el nuevo milenio

Al contrario de las fuentes formales (fuentes de atribución directa, on the record o a micrófono abierto), que se pueden identificar claramente con nombres y apellidos, las fuentes informales implican la reserva de la identidad del informante. El anonimato deberá emplearse cuando la integridad de la fuente se vea involucrada o el puesto laboral de la fuente esté en riesgo. También se utiliza cuando existe una utilidad futura: la fuente tiene acceso a toda una variedad de información que vale la pena mantener anónima (técnica de Garganta Profunda).
Cuando las fuentes actúan bajo la "regla de la reserva", no desean ser identificadas, es decir, no quiere que aparezca su nombre directamente. Sin embargo, se pueden citar contextos y retransmitir palabras. P. ej., «fuentes próximas al presidente aseguran que...». Sin embargo, el uso del anonimato resta peso a la información, así como credibilidad, y la confianza en lo publicado recae directamente sobre el periodista. Pero es un recurso cómodo para que el reportero logre que la fuente revele alguna información, y en ciertos casos la fuente accede a revelar información permaneciendo en el anonimato.
En la atribución con reserva obligada se protege todavía más la privacidad y el anonimato de la fuente. Se oscurece el contexto en el que se ha obtenido la información y se expone de forma que el medio periodístico parezca haber obtenido los medios por otros medios. P. ej., «este periódico ha podido conocer...».
La atribución de reserva total (off the record) es la información dada al periodista con la única función de hacerle comprender lo ocurrido. En ningún caso puede publicarse.
Una variante del off the record sería la regla de embargo. Se pacta entre la fuente y el periodista que este no puede hacer pública una información hasta un momento concreto en que será publicable. P. ej., un periodista que conoce el día anterior de una entrega de premios quién será el ganador.
Las circunstancias indicarán al periodista el nivel de anonimato que merece la fuente, de acuerdo a los riesgos involucrados, la calidad de la información y la posibilidad de continuar utilizando esa misma fuente.